# Otopharynx brooksi
Otopharynx brooksi é uma espécie de peixe da família Cichlidae, endémica do Malawi. Os seus habitats naturais são lagos de água doce.